# Venevere (Põhja-Sakala)
Venevere is een dorp in de Estlandse gemeente Põhja-Sakala, gelegen in de provincie Viljandimaa. De plaats heeft de status van dorp (Estisch: küla).
Tot in oktober 2017 behoorde het dorp tot de gemeente Kõo. In die maand ging Kõo op in de fusiegemeente Põhja-Sakala.

## Bevolking
Het dorp had 44 inwoners op 31 december 2011 en 47 inwoners op 31 december 2021.

## Ligging
Venevere ligt tegen de grens tussen de provincies Viljandimaa en Jõgevamaa. De rivier Navesti loopt langs de noordgrens van het dorp.